# Gera Lario
Gera Lario település Olaszországban, Lombardia régióban, Como megyében. Lakosainak száma 1061 fő (2023. január 1.). Gera Lario Montemezzo, Sorico, Trezzone, Vercana, Piantedo, Colico és Dubino községekkel határos.

## Népesség
A település lakossága az elmúlt években az alábbi módon változott:
| Lakosok száma | 1028 | 1031 | 1061 |
|               | 2017 | 2018 | 2023 |